# Pardia
Löntagarorganisationen Pardia (finska: Palkansaajajärjestö Pardia) är en finländsk facklig centralorganisation för statligt anställda.
Pardia grundades 1976 som FTFC-O (Finlands tekniska funktionärsorganisationers centralförbund - Offentliga branscher) och antog sitt nuvarande namn 2000. Ytterligare förnyelse av den interna strukturen genomfördes 2005, då medlemsorganisationerna indelades i sex sektorer, för säkerhet, teknik och information, förvaltnings- och välfärdstjänster, finanser, privata sektorn samt högskolor, forskning och undervisning. Pardia förhandlar om kollektivavtal och andra avtal som tryggar medlemmarnas intressen; inom den statliga sektorn ingår Pardia kollektivavtalen med Statens arbetsmarknadsverk.
Till Pardia hör sammanlagt 70 000 medlemmar och 21 medlemsorganisationer. Av alla statsanställda är omkring hälften medlemmar i Pardia. Majoriteten av medlemmarna arbetar inom statliga verk och inrättningar och en del inom affärsverk och företag; områden som är starkt representerade är bland annat inre och yttre säkerhet, teknik, universitetssektorn, statens service- och förvaltningsuppgifter samt trafik och datateknik. Pardia är det tredje största förbundet i Tjänstemannacentralorganisationen STTK.